# Liste der Mitglieder des liechtensteinischen Landtags (2013)
Diese Liste führt die Mitglieder des Landtags des Fürstentums Liechtenstein auf, die aus den Wahlen am 3. Februar 2013 hervorgingen. Die Legislaturperiode dauert bis 2017. Die Eröffnungssitzung des Parlaments fand am 7. März 2013 statt.

## Zusammensetzung
Von 19.251 Wahlberechtigten nahmen 15.363 Personen an der Wahl teil (79,8 %). Die Stimmen und Mandate verteilen sich in den beiden Wahlkreisen – Oberland und Unterland – wie folgt:
| Partei                              | Stimmen  | Stimmen   | Stimmen   | Stimmen        | Sitze    | Sitze     | Sitze     |
| ----------------------------------- | -------- | --------- | --------- | -------------- | -------- | --------- | --------- |
| Partei                              | Oberland | Unterland | insgesamt | Stimmenanteile | Oberland | Unterland | insgesamt |
| Fortschrittliche Bürgerpartei (FBP) | 55.234   | 22.419    | 77.653    | 40,0 %         | 6        | 4         | 10        |
| Vaterländische Union (VU)           | 48.585   | 16.534    | 65.119    | 33,5 %         | 5        | 3         | 8         |
| Die Unabhängigen (DU)               | 20.749   | 8.991     | 29.740    | 15,3 %         | 2        | 2         | 4         |
| Freie Liste (FL)                    | 16.057   | 5.546     | 21.603    | 11,1 %         | 2        | 1         | 3         |

## Liste der Mitglieder
| Name                    | Fraktion | Wahlkreis | Stimmen | Bemerkung                                                    |
| ----------------------- | -------- | --------- | ------- | ------------------------------------------------------------ |
| Christian Batliner      | FBP      | Oberland  | 3811    |                                                              |
| Manfred Batliner        | FBP      | Unterland | 2057    |                                                              |
| Alois Beck              | FBP      | Oberland  | 3765    |                                                              |
| Christoph Beck          | VU       | Oberland  | 3093    | Schriftführer                                                |
| Gerold Büchel           | FBP      | Unterland | 2072    | Schied Dezember 2015 aus dem Landtag aus.                    |
| Peter Büchel            | VU       | Unterland | 1546    |                                                              |
| Herbert Elkuch          | DU       | Unterland | 1518    |                                                              |
| Albert Frick            | FBP      | Oberland  | 3514    | Landtagspräsident                                            |
| Rainer Gopp             | FBP      | Unterland | 2040    | Rückte im Januar 2016 für Gerold Büchel in den Landtag nach. |
| Elfried Hasler          | FBP      | Unterland | 2151    |                                                              |
| Erich Hasler            | DU       | Unterland | 1169    |                                                              |
| Johannes Kaiser         | FBP      | Unterland | 2185    | Schriftführer                                                |
| Frank Konrad            | VU       | Oberland  | 3172    |                                                              |
| Helen Konzett Bargetze  | FL       | Oberland  | 1449    | Fraktionssprecherin                                          |
| Thomas Lageder          | FL       | Oberland  | 1219    |                                                              |
| Wendelin Lampert        | FBP      | Oberland  | 3657    |                                                              |
| Violanda Lanter-Koller  | VU       | Unterland | 1639    | Landtagsvizepräsidentin                                      |
| Wolfgang Marxer         | FL       | Unterland | 833     |                                                              |
| Eugen Nägele            | FBP      | Oberland  | 3406    |                                                              |
| Judith Oehri            | VU       | Unterland | 1663    |                                                              |
| Harry Quaderer          | DU       | Oberland  | 2526    | Fraktionssprecher                                            |
| Karin Rüdisser-Quaderer | VU       | Oberland  | 3058    |                                                              |
| Pio Schurti             | DU       | Oberland  | 1586    |                                                              |
| Thomas Vogt             | VU       | Oberland  | 3113    |                                                              |
| Christoph Wenaweser     | VU       | Oberland  | 3122    | Fraktionssprecher                                            |
| Christine Wohlwend      | FBP      | Oberland  | 3534    | Fraktionssprecherin                                          |

## Liste der Stellvertreter
| Name             | Fraktion | Wahlkreis | Stimmen | Anmerkungen                                                    |
| ---------------- | -------- | --------- | ------- | -------------------------------------------------------------- |
| Helmuth Büchel   | FBP      | Oberland  | 3369    |                                                                |
| Rainer Gopp      | FBP      | Unterland | 2040    | Rückte im Januar 2016 für Gerold Büchel in den Landtag nach.   |
| Andreas Heeb     | FL       | Oberland  | 1180    |                                                                |
| Hubert Lampert   | FBP      | Unterland | 1936    | Rückte im Januar 2016 für Rainer Gopp als Stellvertreter nach. |
| Manfred Kaufmann | VU       | Oberland  | 2958    |                                                                |
| Werner Kranz     | VU       | Unterland | 1506    |                                                                |
| Norman Marxer    | FBP      | Oberland  | 3388    |                                                                |
| Thomas Rehak     | DU       | Oberland  | 1574    |                                                                |
| Patrick Risch    | FL       | Unterland | 774     |                                                                |
| Peter Wachter    | DU       | Unterland | 826     |                                                                |